# Akira Yoshino
Pour les articles homonymes, voir Yoshino.
Akira Yoshino (吉野 彰, Yoshino Akira), né le 30 janvier 1948 à Suita au Japon, est un chimiste japonais. Il est l’un des inventeurs de la batterie lithium-ion. En 2019, il reçoit le Prix Nobel de chimie avec John B. Goodenough et Stanley Whittingham, pour leur invention.

## Biographie
Yoshino est né à Suita le 30 janvier 1948. Il est diplômé du lycée Kitano d'Osaka (1966). Il est titulaire d'un B.S. (1970) et M.S. en ingénierie (1972) à l’Université de Kyoto, mais ses deux premières années d’université ont été consacrées à l'archéologie. Il a obtenu un doctorat en ingénierie de l’Université d'Osaka en 2005,.